# Foametea din Kazahstan din 1932–1933

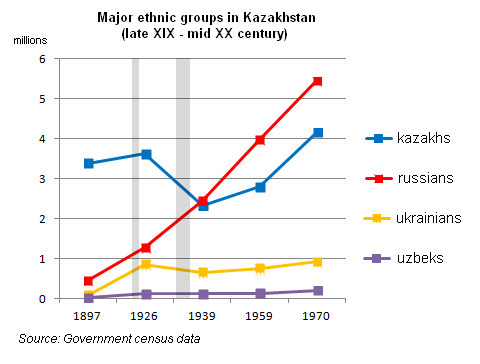
Principalele grupuri etnice din Kazahstan în perioada 1897-1970. Numărul kazahilor și ucrainenilor a scăzut în 1932-1933 din cauza foametei.

Foametea din Kazahstan din 1932–1933, cunoscută în Kazahstan drept Genocidul lui Goloșciokin (în kazahă Goloshekındik genotsıd), și, de asemenea, sub numele de Catastrofa kazahă, a fost o foamete provocată de om, în urma căreia au murit 1,5 milioane (posibil 2,0-2,3 milioane) de oameni în Kazahstanul sovietic, dintre care 1,3 milioane erau etnici kazahi; 38% din totalul kazahilor au murit, acesta fiind cel mai mare procent al unui grup etnic ucis de foametea din Uniunea Sovietică de la începutul anilor 1930. Unii istorici presupun că 42% din întreaga populație kazahă a murit în perioada foametei.
Vitele și cerealele deținute de populația Kazahstanului au fost rechiziționate în mare parte între anii 1929 și 1932; astfel, statul sovietic a rechiziționat o treime din cerealele produse pe teritoriul republicii, iar în 1930 a confiscat peste 1 milion de tone pentru a furniza hrană locuitorilor orașelor. Unii cercetători istorici au descris foametea ca un genocid săvârșit de statul sovietic împotriva kazahilor.
Foametea a făcut ca populația kazahă să devină o minoritate în RASS Kazahă, iar această situație a durat până în anii 1990, când kazahii au devenit din nou cel mai mare grup etnic din Kazahstan. Înaintea foametei aproximativ 60% din populația republicii era formată din kazahi, iar după foamete kazahii mai reprezentau doar aproximativ 38% din populația republicii.

## Prezentare generală
Foametea din Kazahstan de la începutul anilor 1930 a fost, din punct de vedere procentual, cea mai severă foamete care a avut loc în Uniunea Sovietică, deși mai multe persoane au murit în Holodomorul ucrainean, care a început un an mai târziu. Cuantificându-se și victimele Foametei din Kazahstan din 1919–1922, rezultă că RASS Kazahă a pierdut în 10-15 ani mai mult de jumătate din populația sa din cauza acțiunilor statului sovietic. Cele două recensăminte sovietice efectuate în perioada interbelică arată că numărul etnicilor kazahi din Kazahstan a scăzut de la 3.637.612 în 1926 la 2.181.520 în 1937. Minoritățile etnice din Kazahstan au fost, de asemenea, afectate în mod semnificativ. Populația ucraineană din Kazahstan a scăzut de la 859.396 la 549.859 (o reducere cu aproape 36% a numărului populației), în timp ce alte minorități etnice din Kazahstan au pierdut între 12% și 30% din populația lor. Ucrainenii care au murit în Kazahstan sunt considerați uneori victime ale Holodomorului. Din cauza înfometării, 665.000 de kazahi au fugit din Kazahstan, împreună cu 900.000 de vite, și s-au refugiat în China, Mongolia, Afganistan, Iran și republicile sovietice Uzbekistan, Kârgâzstan, Turkmenistan, Tadjikistan și Rusia în căutarea de hrană și de locuri de muncă în regiunile nou industrializate din vestul Siberiei. Ulterior guvernul sovietic a depus eforturi pentru repatrierea lor. 70% dintre refugiați au supraviețuit, iar restul au murit din cauza epidemiilor și a foamei.
Un monument pentru victimele foametei a fost construit în 2017.

## Clasificarea ca genocid
Unii cercetători istorici consideră că această foamete a reprezentat un genocid al populației kazahe. Autoritățile sovietice au întreprins o campanie de persecuție împotriva nomazilor kazahi, considerând că distrugerea acestei clase sociale era un sacrificiu necesar pentru colectivizarea Kazahstanului. Populația europeană din Kazahstan, redusă numeric, avea o pondere disproporționată în conducerea organelor de partid, ceea ce explică, în opinia istoricilor, faptul că nomazii indigeni au suferit mai mult în timpul procesului de colectivizare decât localnicii europeni. În ceea ce privește catastrofa kazahă, Michael Ellman a afirmat că „pare să fie un exemplu de „genocid produs din neglijență” care nu intră în sfera de aplicare a Convenției ONU”.